# Беро II фон Рехберг
Беро II фон Рехберг (на немски: Bero Freiherr von Rechberg zu Osterberg; † 6 юни 1623) от благородническия швабски род Рехберг, е господар от 1601 г. имперски фрайхер на Хоенрехберг (при Швебиш Гмюнд), Остерберг в район Ной-Улм и Келмюнц в Швабия и императорски съветник.

## Произход
Той е най-големият син на Кристоф фон Рехберг (1527 – 1584) и съпругата му Анна фон Щайн цу Жетинген († сл. 1596), дъщеря на Ханс Адам фон Щайн цу Жетинген-Матензис и Сибила фон Фрайберг. Внук е на Гауденц II фон Рехберг († 1540) и Магдалена фон Щайн цу Жетинген († сл. 1556), дъщеря на Адам фон Щайн цу Жетинген-Ронсберг и Еуфросина фон Швабсберг. Брат е на Беро Гауденц († 25 октомври 1598, убит до Будапеща), Файт († 8 януари 1612, Айхщет), домхер в Айхщет 1575, в Аугсбург и Бамберг 1576, Вюрцбург (1581 – 1592), в Пасау (1581 – 1583), в Регенсбург (1585), катедрален пропст в Аугсбург (1589 – 1612), и на Гауденц († 1575?). Сестра му Магдалена фон Рехберг († сл. 1577) е омъжена 1577 г. за фрайхер Ханс Гебхард фон Рехберг († 1619).
Беро II и брат му духовникът Файт фон Рехберг († 1612) са издигнати в Прага на 4 декември 1601 г. на имперски фрайхер.

## Фамилия
Беро II фон Рехберг се жени за Валбурга фон Есендорф († 13 май 1613, Остерберг), вдовица на Фридрих фон Щайн цу Рехтенщайн, наследничка на Хорн (последна от фамилията ѝ), дъщеря на Хайнрих фон Есендорф-Унруе-Хорн и Марта фон Фрайберг. Те имат децата:
- Файт Ернст I фон Рехберг (* 1596; † 4 юли 1671, Инсбрук), фрайхер фон Рехберг цу Остерберг и Вайсенщайн, ерцхерцогски кемерер и дворцов маршал на ерцхерцогиня Клаудия в Инсбрук, императорски таен съветник и ландфогт на Маркграфство Бургау, женен I. на 30 юни 1616 г. в Дилинген за Барбара фон Геминген (* 1596; † 27 октомври 1638, Инсбрук), II. 1639 г. в Инсбрук за графиня Мария Франциска Фугер фон Кирхберг и Вайсенхорн (* 9 март 1614, Велден; † 3 юни 1643, Гюнцбург),[3] III. на 5 юли 1644 г. в Гюнцбург за графиня Мария Магдалена Фугер-Кирхберг и Вайсенхорн (* 11 август 1621, Вайсенхорн; † 17 септември 1671, Гюнцбург)[4]
  - фрайхер Бернхард Беро III фон Рехберг цу Остерберг (1625 – 1667)
- Магдалена Барбара фон Рехберг († 3 декември 1592)
- Анна Регина фон Рехберг († 1659, Елванген), омъжена I. на 23 май 1605 г. за фрайхер Йохан (Ханс) Вилхелм фон Рехберг цу Донцдорф(† 1 януари 1614), II. договор 24 август 1615 г. за фрайхер Каспар фон Фрайберг цу Алтхайм, Алмендинген и Ворндорф († 10 август 1648)
  - фрайхер Бернхард Беро фон Рехберг (1607 – 1686)